# Gronowo (Mrągowo)
Gronowo [ɡrɔˈnɔvɔ] (deutsch Grunau) ist ein Dorf in der polnischen Woiwodschaft Ermland-Masuren und gehört zur Gmina Mrągowo (Landgemeinde Sensburg) im Powiat Mrągowski (Kreis Sensburg).

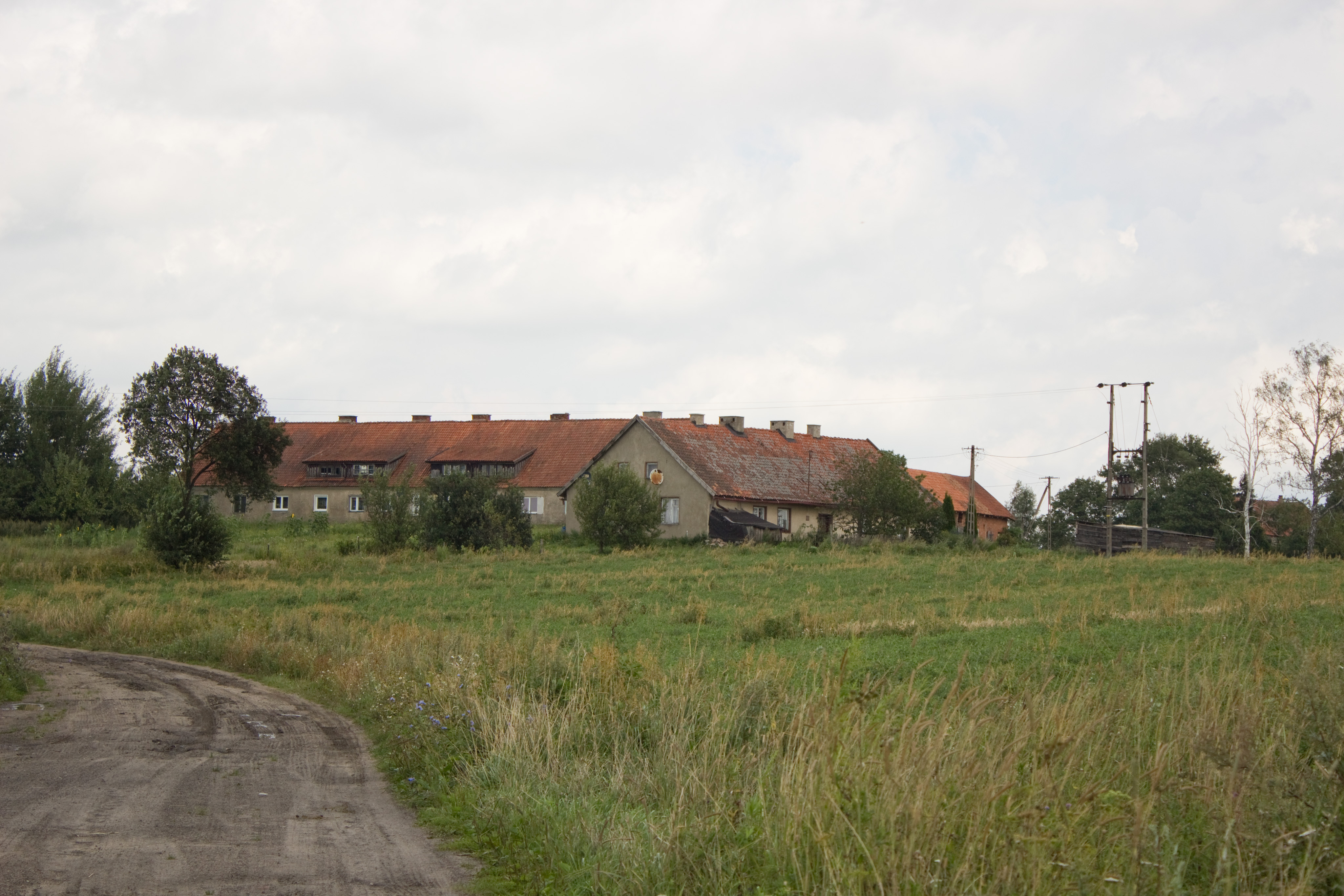
Blick auf das frühere Gut Grunau

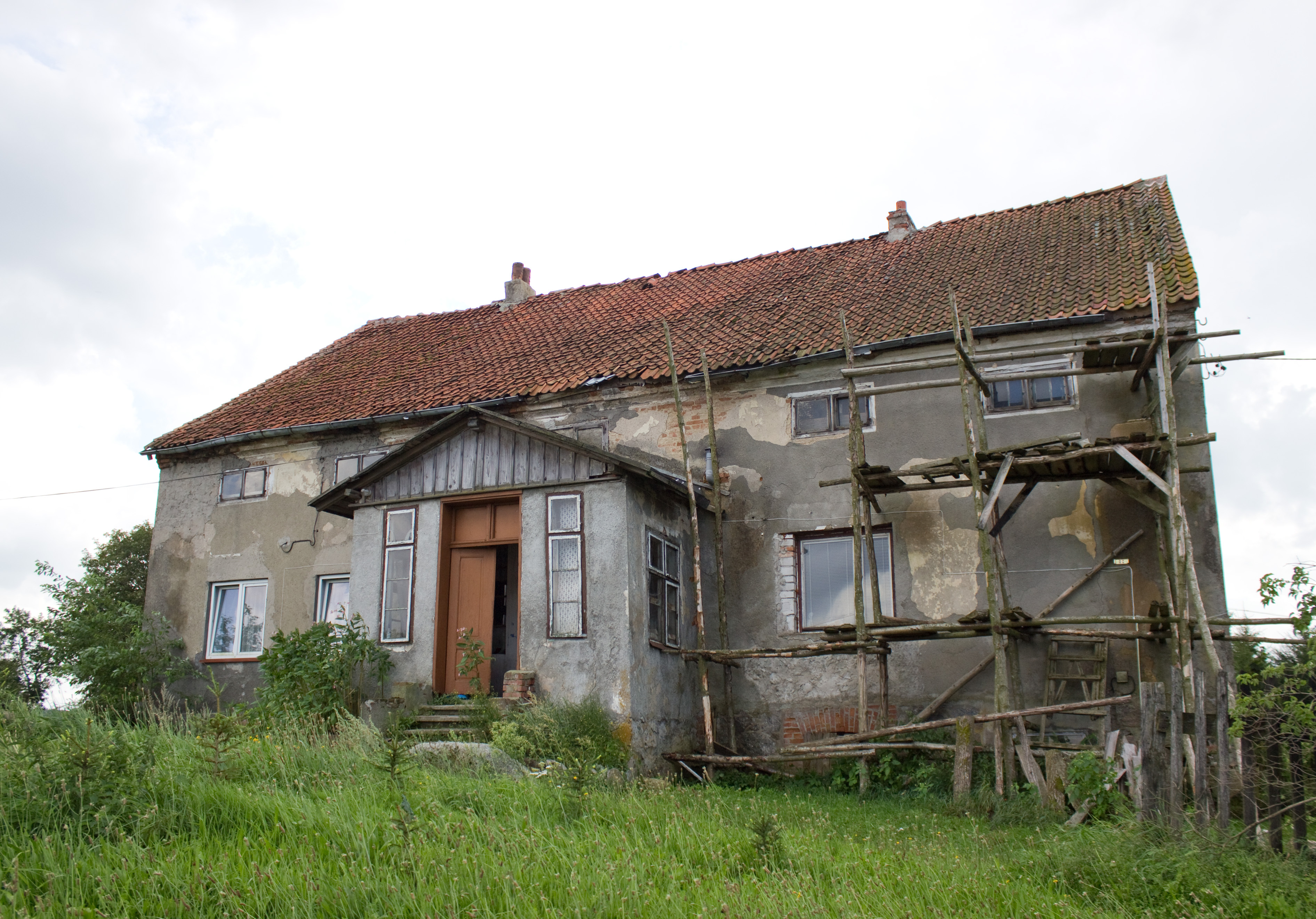
Das einstige Herrenhaus des Guts Grunau

## Geographische Lage
Gronowo liegt inmitten der Woiwodschaft Ermland-Masuren, 13 Kilometer nördlich der Kreisstadt Mrągowo (deutsch Sensburg).

## Geschichte
Der vor 1785 Gronowo genannte Ort bestand aus dem Dorf und dem Gut und wurde 1392 gegründet. 1785 wurde es als „adliges Majoratsgut und Dorf mit 27 Feuerstellen“ erwähnt.
Im Jahre 1874 wurden die Landgemeinde Grunau und der Gutsbezirk Grunau in den neu errichteten Amtsbezirk Bosemb (1938 bis 1945 Bussen, polnisch Boże) eingegliedert. Dieser wurde 1938 in „Amtsbezirk Bussen“ umbenannt und bestand bis 1945, zugehörig dem Kreis Sensburg im Regierungsbezirk Gumbinnen (ab 1905: Regierungsbezirk Allenstein) in der preußischen Provinz Ostpreußen. 
Aufgrund der Bestimmungen des Versailler Vertrags stimmte die Bevölkerung in den Volksabstimmungen in Ost- und Westpreussen am 11. Juli 1920 über die weitere staatliche Zugehörigkeit zu Ostpreußen (und damit zu Deutschland) oder den Anschluss an Polen ab. In Grunau (Dorf und Gut) stimmten 120 Einwohner für den Verbleib bei Ostpreußen, auf Polen entfielen keine Stimmen. Am 30. September 1928 wurde der Gutsbezirk Grunau in die Landgemeinde Grunau eingemeindet.
Als im Jahre 1945 in Kriegsfolge das südliche Ostpreußen an Polen überstellt wurde, war auch Grunau davon betroffen. Das Dorf erhielt die polnische Namensform „Gronowo“. Es ist heute Sitz eines Schulzenamtes (polnisch Sołectwo) und als solches eine Ortschaft im Verbund der Gmina Mrągowo (Landgemeinde Sensburg) im Powiat Mrągowski, bis 1998 der Woiwodschaft Olsztyn (Allenstein), seither der Woiwodschaft Ermland-Masuren zugeordnet.

### Einwohnerzahlen
| Jahr | Anzahl |
| ---- | ------ |
| 1818 | 160    |
| 1839 | 195    |
| 1867 | 259    |
| 1885 | 249    |
| 1898 | 218    |
| 1905 | 164    |
| 1910 | 203    |
| 1933 | 308    |
| 1939 | 356    |
| 2011 | 189    |

## Kirche
Bis 1945 war Grunau in die evangelische Kirche Seehesten in der Kirchenprovinz Ostpreußen der Kirche der Altpreußischen Union sowie – ab 1937 – in die katholische Kirche Wilkendorf im damaligen Bistum Ermland eingepfarrt.
Heute gehört Gronowo weiterhin zur Pfarrei Wilkowo, jetzt im katholischen Erzbistum Ermland gelegen. Die evangelischen Einwohner halten sich zur Pfarrkirche Mrągowo in der Diözese Masuren der Evangelisch-Augsburgischen Kirche in Polen.

## Verkehr

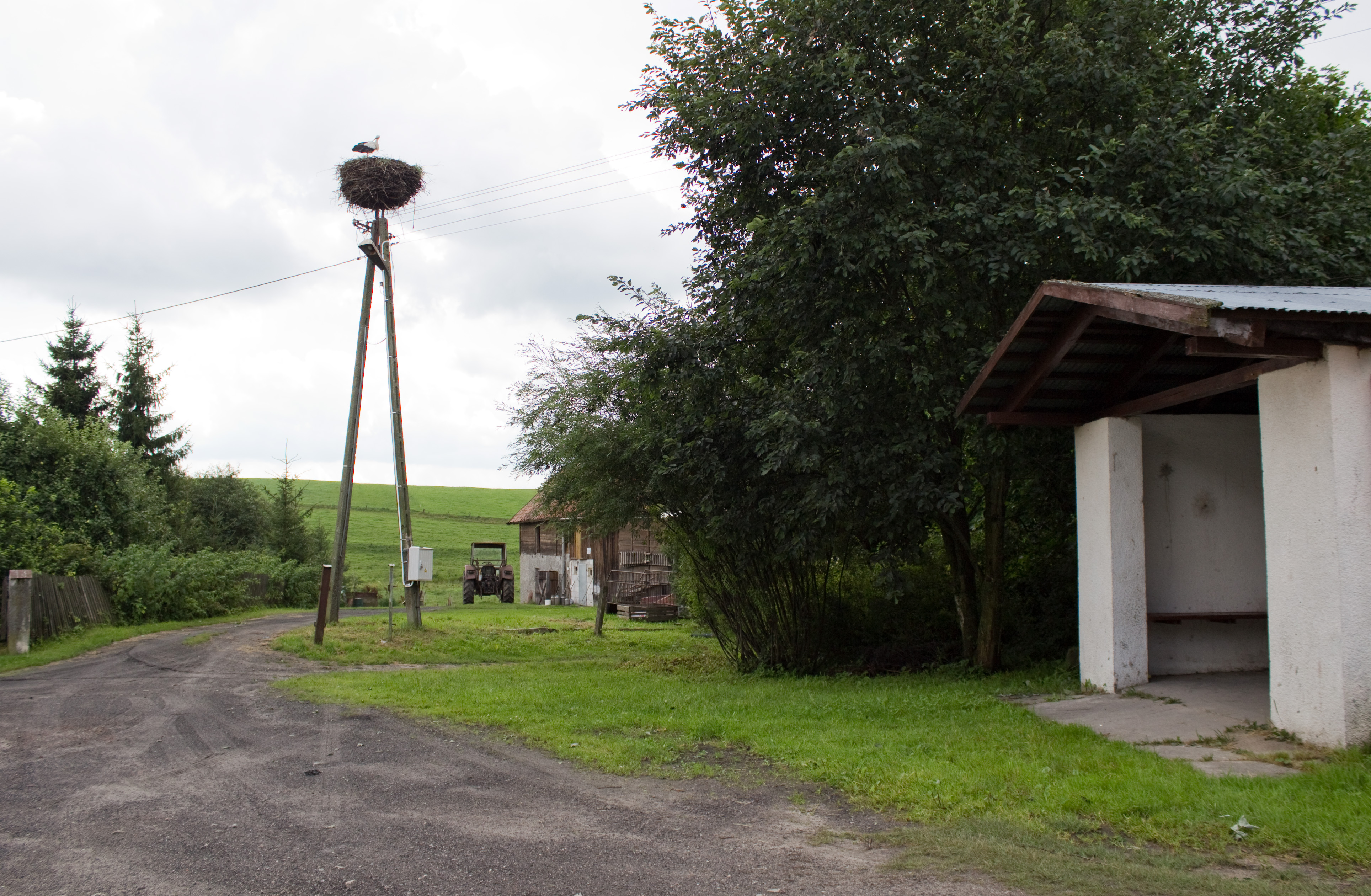
Buswartehalle mit Storchennest in Gronowo

Gronowo liegt verkehrsgünstig an einer Nebenstraße, die die Woiwodschaftsstraße 591 bei Wilkowo (Wilkendorf) mit der polnischen Landesstraße 59 (einstige deutsche Reichsstraße 140) unweit von Słabowo (Slabowen, 1927 bis 1945 Langenwiese) verbindet.